# مركبة إلى مركبة
V2V (مركبة إلى مركبة) هي تقنية للسيارات صممت لكي تسمح للمركبات أن تتواصل أو تتحدث مع بعضها البعض. اتصالات V2V تشكل شبكة لاسلكية مخصصة على الطريق. مثل هذه الشبكات يشار إليها أيضاً باسم فانيت.هذا النظام يستخدم نطاق تردد 5.9 GHz المعزول من قبل الكونجرس الأمريكي، وهو ذات التردد الذي تستخدمه شبكة  WiFi. يعتمد المعيار الأمريكي V2V، المعروف باسم WAVE (الوصول اللاسلكي لبيئة المركبات) على المستوى الأدنى من معيار IEEE 802.11p في وقت مبكر من عام 2004. 

## ترددات الراديو
تنص قرارت الوكالة الأوربية 2008/671/EC على أن استخدام نطاق الترددات  5 875-5 905 MHz مخصص لتطبيقات سلامة النقل الخاصة بأنظمة النقل الذكية. في أوروبا تم توحيد V2V ك ETSI ITS-G5، المعيار القائم أيضا على  IEEE 802.11p. مصطلح C-ITS أو أنظمة النقل الذكية التعاونية هو مصطلح يستخدم في سياسات الاتحاد الأوروبي ويرتبط بشكل وثيق ب ITS-G5 و V2V.  
V2V المعروفة أيضاً باسمفانيت (شبكة المركبات المخصصة)، هي تنوع من شبكات MANET (شبكات الجوال المخصصة) مع التأكيد على أن العقدة يتم تمثيلها كمركبة. أشير في منشور في عام 2001 إلى أن الشبكات اللامركزية يمكن أن تتشكل بواسطة السيارات وأن هذا النوع من الشبكات يمكن له أن يساعد في التغلب على النقاط العمياء، وتجاوز الحوادث وما شابه ذلك. البنية التحتية تشارك أيضا في مثل هذه الأنظمة وبالتالي يشار إليها ك V2X (سيارة إلى أي شيء آخر). على مر السنوات هناك العديد من الدراسات المعتبرة والمشاريع في هذ النطاق، عبر تطبيق VANETs على العديد من التطبيقات، تتراوح بين السلامة إلى الملاحة وتطبيق القانون.   
في عام 1999  الوكالة الفيدرالية الأمريكية للاتصالات (FCC) خصصت 75 MHz في طيف  5.850-5.925 GHz لأنظمة النقل الذكية. 

### الصراع على الطيف
اعتبارا من عام 2016، V2V اعتبر تحت تهديد من كابلات التلفزيون وشركات التكنولوجيا الأخرى التي ترغب في طرح جزء كبير من الطيف الراديوي المحجوز حاليا له وتستخدم هذه الترددات في خدمات إنترنت عالية السرعة. مع التنويه أن حصة V2V من الطيف وضعت جانبا من قبل الحكومة الأمريكية عام 1999. صناعة السيارات حاليا تحاول الحفاظ على ما يمكن القول أنه حاجة منعزلة لطيف V2V. الوكالة الفيدرالية الأمريكية للاتصالات أخذت جانب الشركات التقنية بينما دعم المجلس الوطني للسلامة المرورية «الأمريكي» جانب صناعة السيارات. مزودو خدمة الإنترنت الذين يرغبون بالحصول على الطيف ادعوا أن السيارات ذانية القيادة ستسبب استخدام مفرط غير ضروري ل V2V. من جانبها أبدت صناعة السيارات استعداد لمشاركة الطيف إذا لم يحصل بطء أو تعرقل في خدمة V2V، تخطط الوكالة الفيدرالية للاتصالات في تجربة عدة مخططات للمشاركة.

## أبحاث
الأبحاث في مجال فانيت بدأت مع بدايات 2000 في الجامعات ومراكز الأبحاث، تطورت من قبل الباحثين في مجال الشبكة اللاسلكية المخصصة، بعضهم عملوا على برتوكولات الوصول، التوجيه، نشر رسائل التحذير، وسيناريوهات عمل VANETs. تعتبر V2V حاليا طور التطوير من قبل جنرال موتورز والتي أظهرت النظام عام 2006 في سيارات كاديلاك، شركات سيارات أخرى عملت على V2V منها: تويوتا[5][5][5][5]، بي ام دبليو، هوندا، دياملر، اودي، فولفو وائتلاف اتصالات السيارات.

## اللوائح
منذ ذلك الحين تعمل وزارة النقل الأمريكية مع مجموعة من أصحاب المصلحة على V2X. في عام 2012 تم تنفيذ مشروع مسبق في Ann Arbor، ولاية مشيغان. تم تطبيق المشروع على 2800 مركبة تتضمن سيارات، دراجات نارية وحافلات من علامات تجارية مختلفة باستخدام معدات من مصنّعين مختلفين. الإدارة الوطنية لسلامة المرور على الطرق السريعة رأت هذا النموذج كإثبات على أنه يمكن تطوبر سلامة الطرق وعلى أن تلك الموجة المعيارية قابلة للتشغيل. في أغسطس 2014 نشرت NHTSA تقريراً يوضح إلى أن تقنية V2V تم إثباتها تقنيا على أنها جاهزة للتطوير. في أبريل 2014 أفادت التقارير أن المنظمين في الولايات المتحدة كانو قريبين من الموافقة على معايير V2V للنشر في السوق. في أغسطس 2014 نشرت NHTSA إخطارا مسبقا بشأن وضع القواعد المقترحة في السجل الفيدرالي، بحجة أن منافع السلامة ل V2X يمكن تحقيقها فقط إذا كان جزء كبير من أسطول السيارات مجهزة بشكل مناسب. وبسبب عدم وجود منفعة فورية للمبندئين اقترحت NHTSA  مقدمة إلزامية. في 25 يونيو 2015 عقد مجلس النواب الأمريكي جلسة استماع لمناقشة الأمر حيث جددت NHTSA وأصحاب المصلحة الآخرين الجدال حول قضية V2X. في الاتحاد الأوروبي تم اعتماد توجيه 2010/40/EU في عام 2010. ويهدف إلى التأكد من تطبيقات أنظمة النقل الذكية قابلة للتنفيذ ويمكن أن تعمل عبر الحدود الوطنية.